# 索尔费里诺

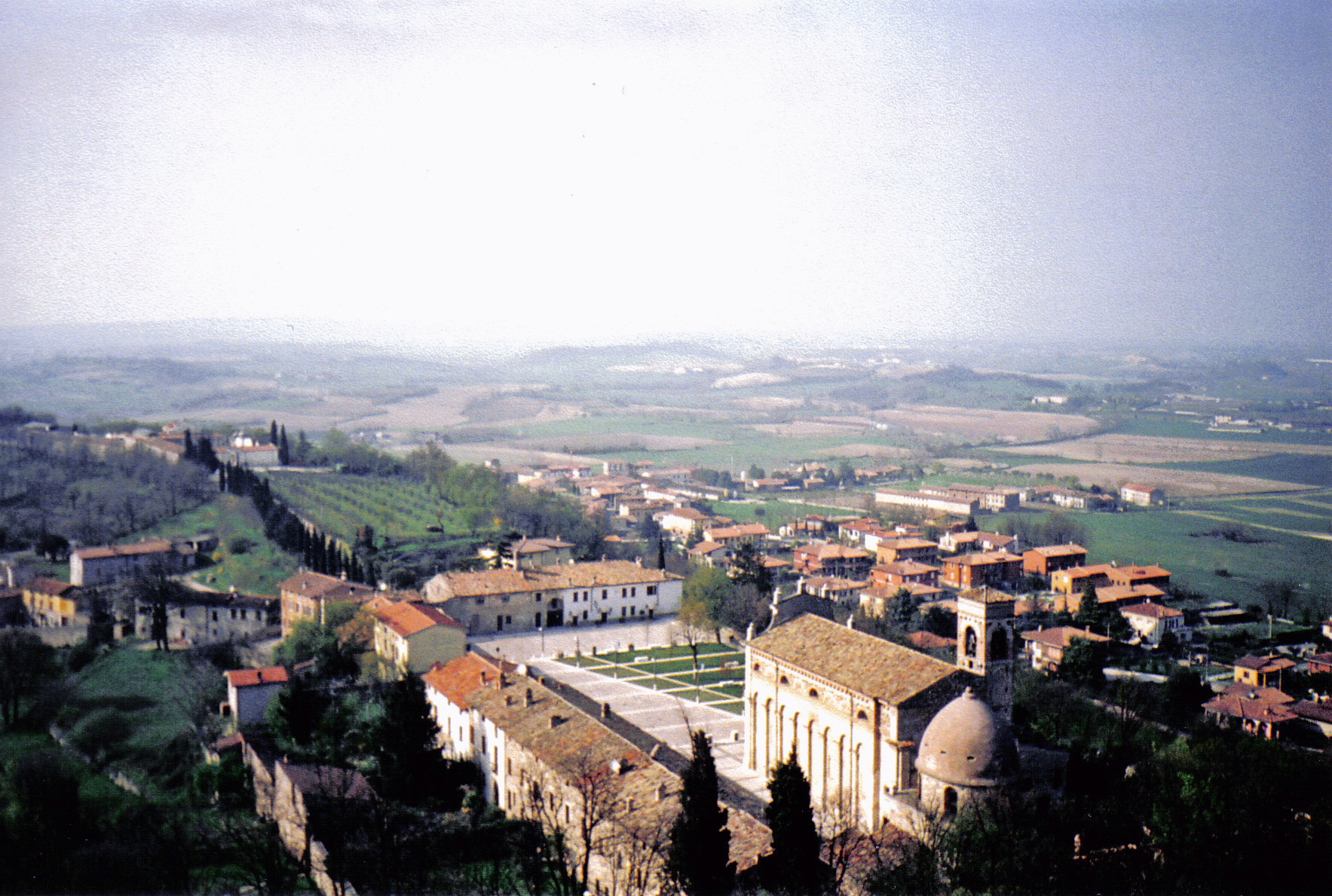
市鎮景色

索尔费里诺（義大利語：Solferino）是意大利伦巴第大区曼托瓦省的一个市镇，距離加尔达湖南邊約10公里。現時估計有2,500名居民住在當地。索尔费里诺战役就在這裡發生，因而令此鎮成名。當時亨利·杜南親眼目擊這場戰役；並看到無數受傷士兵在戰場上無人給予基本醫療，白白等死。導致他後來成立廣為人知的國際紅十字會。

## 友好城市
- 法國索尔费里诺 1963年
- 法國安德尔河畔沙蒂永 2003年